# Batalla de Dudchany
La batalla de Dudchany fue una confrontación militar de la contraofensiva del sur de Ucrania llevada a cabo por las Fuerzas Armadas de ese país que ocurrió a principios de octubre de 2022. Para el 4 de octubre, la aldea fue liberada por completo de la Administración Militar y Civil de Jersón.

## Fondo
Dudchany fue ocupada por las Fuerzas Armadas de Rusia en febrero, al comienzo de su invasión de Ucrania. Durante su ocupación, la aldea se usó como depósito de municiones y como centro de mando de la 98.ª División Aerotransportada de la Guardia.

## Batalla
El 3 de octubre de 2022, el jefe de la Administración Militar y Civil de Jersón, instalado por Rusia, declaró en una entrevista que las fuerzas armadas ucranianas habían llegado a las afueras de Dudchany en un avance de aproximadamente 20 millas (30 km).
Al día siguiente, el Ministerio de Defensa ruso actualizó sus mapas para mostrar que el pueblo ya no estaba controlado por ellos.